# Untergetaucht
Die Kurzgeschichte Untergetaucht von Elisabeth Langgässer, die 1947 in „Der Torso“ veröffentlicht wurde,  handelt von einer Frau, die ihrer Freundin erzählt, wie sie vor Jahren eine Jüdin bei sich zu Hause versteckt hat, um sie vor der Gestapo zu schützen.

## Inhalt
In der Kurzgeschichte von Elisabeth Langgässer geht es um Zivilcourage in und nach der NS-Zeit. Ein Ich-Erzähler hört einem Gespräch zwischen zwei Frauen am Bahnhof zu und erfährt dabei, dass die eine der beiden Frauen ohne nennenswertes persönliches Engagement eine Jüdin vor den Nazis versteckt gehalten hat. Zwischen der Jüdin und ihrer Helferin hat sich eine Hassbeziehung entwickelt, dennoch ist das Versteck aufrechterhalten worden. Als jedoch die Polizei erschien, hat sich die Jüdin gestellt, ohne die Helferin und deren Ehemann zu belasten. Die Helferin äußert sich besonders anerkennend darüber, das die Jüdin rechtzeitig den Papagei mit einer Decke abdeckte, um zu vermeiden, dass er durch das Nennen ihres Namens Verdacht bei der Polizei erregt. Die Helferin erzählt ihrer Gesprächspartnerin schließlich, dass der Papagei beim Einmarsch der Russen ums Leben kam. An dieser Stelle schaltet sich der zuhörende Ich-Erzähler in das Gespräch ein und bedauert, dass dem Gatten der Helferin mit dem Papagei sein einziger Entlastungszeuge im Entnazifizierungsverfahren abhandengekommen sei.

## Interpretationsansatz
Zu Beginn der Kurzgeschichte wird durch die Erzählung der einen Frau nur undeutlich klar, worum es sich handelt. Erst nach und nach kommt die ganze Geschichte ans Licht, wobei das Ende schon am Anfang vorweggenommen wird.
Die Handlung wird von einem Mann, dem Ich-Erzähler, erzählt, der die beiden Frauen belauscht, die sich die Geschichte erzählen. Die Geschichte wird also über eine dritte Person vermittelt.
In der Geschichte geht es um den Nationalsozialismus und die Judenfeindlichkeit. Zunächst ist die Frau gegenüber der Jüdin freundlich und nimmt sie aus Hilfsbereitschaft, vielleicht jedoch auch aus Pflichtgefühl, weil sie eine Schulkameradin war, bei sich auf. Später wechselt dieses Verhalten jedoch zu einem beidseitigen Hass, der darauf zurückzuführen ist, dass die Frau meint, man könne Juden von anderen Menschen unterscheiden. Als Elsie daraufhin behauptet, die Frau würde ebenfalls wie eine Jüdin aussehen, entwickelt sich der Hass zwischen den beiden Frauen.
Dadurch stellt die Autorin die ungerechte, diskriminierende Behandlung gegenüber den Juden dar. Da sie selbst unter den Nazis und der Judenverfolgung gelitten hat, bringt sie ihre eigenen Erfahrungen in die Kurzgeschichte ein.
Am Schluss der Geschichte stellt sich die Jüdin der Gestapo und deckt somit ihre Beschützer. Dadurch werden sie gerettet und kommen nicht vor Gericht.
Die Autorin will somit zeigen, dass die Juden nicht hinterhältig und falsch sind, wie es ein gängiges Vorurteil zu Zeiten des Nationalsozialismus war, sondern ganz normale Menschen, die ebenfalls ein Recht auf eine humane Behandlung haben. Außerdem zeigt sie dadurch, dass sich die Jüdin freiwillig stellt und die Frau und ihren Mann damit rettet, dass diese der Frau moralisch weit überlegen ist.
Dem Mann der Frau droht jetzt nach dem Zweiten Weltkrieg eine Verurteilung, da er ein Staatsdiener war. Er könnte jedoch entlastet werden, da er eine Jüdin bei sich aufgenommen hat. Doch kann er es nicht mehr beweisen, da Elsie von der Gestapo abgeführt wurde und der Papagei dies auch nicht „bezeugen“ kann.

## Schwerpunkt
Der Schwerpunkt der Kurzgeschichte „Untergetaucht“ von Elisabeth Langgässer liegt auf der Judenverfolgung. Langgässer selbst war „Halbjüdin“ und hat zu Zeiten der Gestapo gelebt und die schlimmen Zeiten des Zweiten Weltkrieges hautnah erlebt. Durch die Kurzgeschichte will sie den Menschen deutlich machen, dass Juden ganz normale Menschen sind und oft auch bessere Charakterzüge aufweisen als andere Menschen. Somit nimmt sie alle Juden und auch sich selbst in Schutz. Der unbegründete Hass gegen die Juden wird in der Kurzgeschichte dargestellt, aber auch die Erkenntnis, dass nicht alle Juden schlecht sind, sondern dass man ihnen durchaus vertrauen kann.